# 長崎町 (山形県)
長崎町（ながさきまち）は、かつて山形県東村山郡にあった町。

## 沿革
- 1889年（明治22年）4月1日 - 町村制施行に伴い東村山郡長崎村、達磨寺村、向新田が合併し、最上村（もがみむら）が発足。
- 1897年（明治30年）8月26日 - 最上村が町制施行し、長崎町に改称。
- 1954年（昭和29年）10月1日 - 東村山郡豊田村と合併し、中山町となり消滅。